# Длиннейшая мышца
Длиннейшая мышца (лат. Musculus longissimus) — располагается медиально от подвздошно-рёберной мышцы от крестца до основания черепа. В ней выделяют три части:
- длиннейшую мышцу груди (лат. Musculus longissimus thoracis) — начинается от задней поверхности крестца, поперечных отростков нижних 6-7 грудных и поясничных позвонков. Направляется вверх, после чего прикрепляется к углам десяти нижних рёбер и к задним отделам поперечных отростков всех грудных позвонков
- длиннейшую мышцу шеи (лат. Musculus longissimus cervicis) — начинается от поперечных отростков 4—5 верхних грудных и нижних шейных позвонков. Направляется вверх, прикрепляется к поперечным отросткам позвонков от осевого до V шейного
- длиннейшую мышцу головы (лат. Musculus longissimus capitis) — начинается от поперечных отростков трёх верхних грудных и трёх—четырёх нижних шейных позвонков. Направляется вверх и прикрепляется к заднему краю сосцевидного отростка

## Функция
Функция мышцы идентична функции мышцы, выпрямляющей позвоночник.